# Perra hambrienta
Perra hambrienta es una escultura en bronce realizada por la escultora francesa Camille Claudel en 1893. Aunque es evidente que se trata de una hembra, Perro royendo un hueso fue el primer título con el que Camille dio a conocer esta pieza. El investigador Morhardt indica que con El gato y Perra hambrienta se terminó la etapa de observación de profunda tradición romántica de la naturaleza y esta obra se sitúa en un contexto simbolista, donde se originó un nuevo modo de percibir la realidad, transgredir las apariencias, penetrar en el misterio de la vida y acercarse a sus significados más profundos.
Camille logró plasmar la furia de una época convulsionada por la ocupación prusiana ante la derrota francesa y refleja también la ansiedad que la escultora vivía.
Durante su vida, Camille realizó 16 vaciados, el primero le perteneció a Rodin, y los otros 15 fueron comisionados por Mercure de France y realizados por François Rudier. Algunos originales múltiples se encuentran en colecciones públicas alrededor del mundo: en el Musée Camille Claudel, Musée Municipal (Guéret); en el Musée d'Art et d'Archéologie (Aurillac); en el Musée du Petit-Palais (París); en el California Palace of the Legion of Honor (San Francisco) y en el Museo Soumaya de la Ciudad de México. 
En este mismo año también realizó la escultura titulada Cloto (Camille Claudel), actualmente en el Museo Rodin.